# Sabat (zlot)

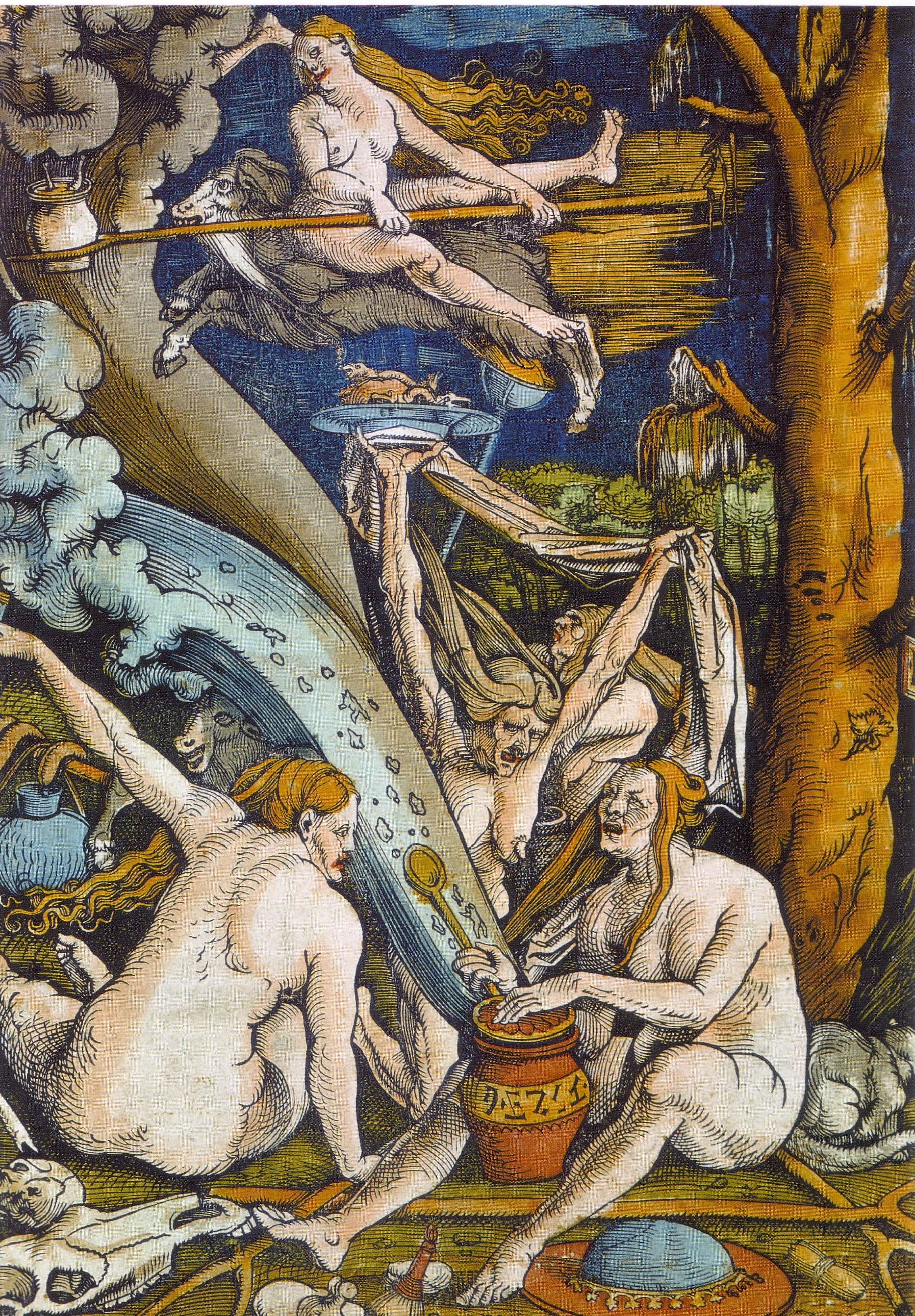

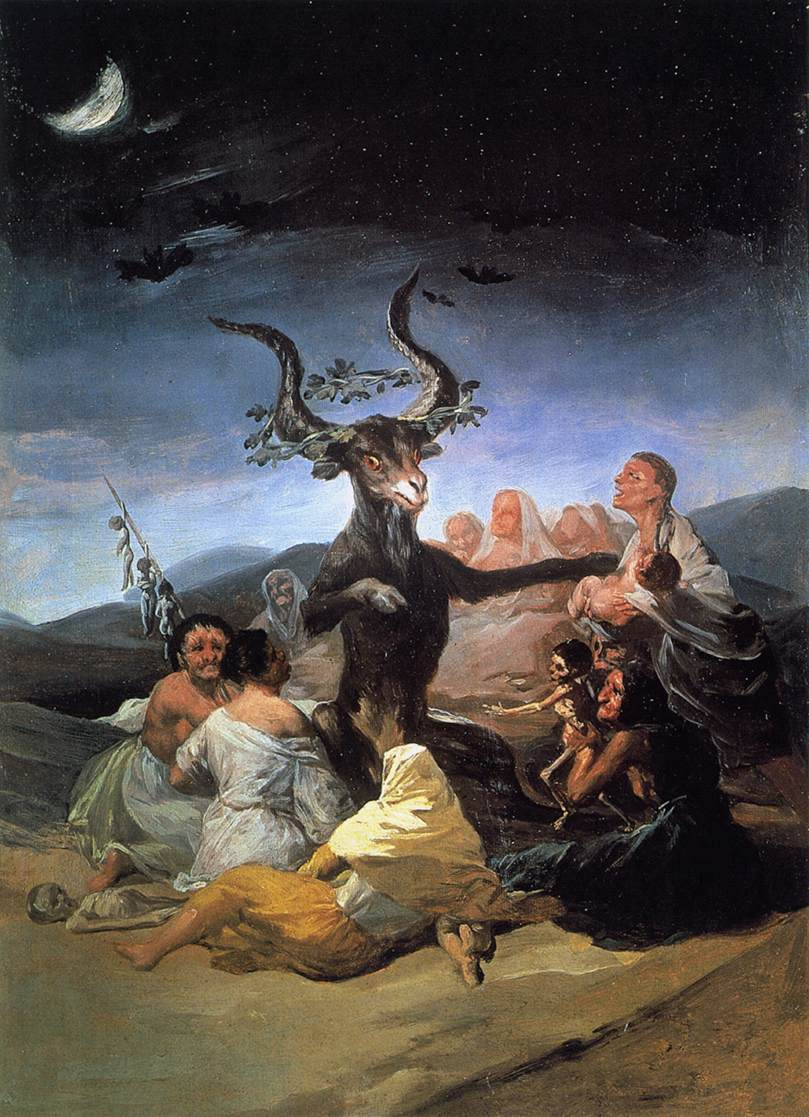
Francisco Goya, Sabat czarownic

Sabat – spotkanie osób praktykujących czarostwo, okultyzm i inne praktyki magiczne. Jest to także określenie na święto w religii Wicca. Podczas sabatu świętuje się zmiany w naturze poprzez praktykowanie czarów i innych rytuałów. 
W nowożytnych wierzeniach ludowych legendarny nocny zlot czarownic i demonów na narady, ucztę i zabawy. Odbywał się przeważnie na łysych szczytach trudno dostępnych gór podczas pełni księżyca. O udział w nim oskarżano najczęściej kobiety podczas procesów o czary. Najpopularniejszym miejscem spotkań czarownic w Polsce prawdopodobnie była Łysa Góra.
Sabatami są określane również współcześnie obchodzone przez wiccan święta, zaadaptowane z dawnych świąt obchodzonych w przedchrześcijańskiej Europie. Wszystkie sabaty wiccańskie tworzą Koło Roku.
Sabaty, w tym kontekście pogańskie święta, były one również adaptowane przez chrześcijan, którzy „chrzcili” je i nadawali im nowe nazwy, chcąc w ten sposób zachęcić ludność pogańską do przejścia na nową wiarę – tak jak to miało miejsce np. w Noc Kupały, która przerodziła się w Noc Świętojańską. 
Niewiele osób wie, że pojęcie to jest pokrewne z judaistycznym szabatem, czyli dniem świętowania.

## Sabat oczami francuskich demonologów
Żyjący w XVI i XVII wieku demonolodzy francuscy nie byli zgodni co do tego, w jakie dni tygodnia odbywały się sabaty. Nicholas Rémy uważał, że miały one miejsce w soboty, a Pierre de Lancre był zwolennikiem poglądu, że czarownice spotykały się trzy razy w tygodniu - w poniedziałki, środy i w piątki. Henri Boguet sugerował, że było to w czwartki, ale wymieniał również poniedziałki, piątki i niedziele.  
Rémy uważał, że kobiety udają się na sabat nocą (dwie godziny przed północą), a ich "zabawa" trwa do porannego piania koguta. Podawane podczas niej potrawy są niedobre - gorzkie i ostre. Na sabacie tańczono i poddawano się zbiorowej rozpuście. De Lancre twierdził, że spotykało się wówczas nawet sto tysięcy kobiet.  
Jean Bodin uważał, że diabeł przyjmował podczas sabatu postać kozła, któremu czarownice oddawały cześć poprzez pocałunek w pośladki (tzw. pocałunek hańby - łac. osculum infame).

## Sporna wiarygodność przekazów o sabatach czarownic
Współcześni badacze nie są w stanie znaleźć żadnego potwierdzenia tezy, że fizyczne zgromadzenia praktykujących czary miały miejsce. W swoim opracowaniu "The Pursuit of Witches and the Sexual Discourse of the Sabbat" historyk Scott E. Hendrix przedstawia dwojakie wyjaśnienie, dlaczego te historie były tak powszechnie opowiadane, mimo że sabaty prawdopodobnie nigdy nie miały miejsca. Po pierwsze, wiara w realną moc czarów rosła w późnym średniowieczu i we wczesnym okresie nowożytnym w Europie, gdy w niektórych społecznościach rozpowszechnił się pogląd doktrynalny przeciwny kanonowi episkopatu. Podsycało to paranoję wśród niektórych autorytetów religijnych, twierdzących, że istnieje rozległy podziemny spisek czarownic, zdeterminowanych, by obalić chrześcijaństwo. Kobiety, które przekroczyły wiek rozrodczy, były łatwym celem i stawały się kozłami ofiarnymi, obwinianymi o klęski głodu, zarazy, wojny i inne problemy. Elementy prymitywne i orgiastyczne sprawiały, że opowieści te były przekazywane dalej.
Opisy sabatów były sporządzane lub publikowane przez księży, prawników i sędziów, którzy nigdy nie brali udziału w tych spotkaniach, lub były przepisywane w trakcie procesów o czary. To, że świadectwa te odzwierciedlają rzeczywiste wydarzenia, w przypadku zdecydowanej większości przekazów uważane są za wątpliwe. Norman Cohn dowodził, że w dużej mierze zależały one od oczekiwań przesłuchujących i swobodnych skojarzeń oskarżonych, a odzwierciedlają jedynie popularne w tamtych czasach wyobrażenia, na które wpływ miały ignorancja, strach i nietolerancja religijna wobec grup mniejszościowych.
Niektóre z istniejących przekazów na temat sabatów zostały przekazane, gdy opowiadająca je osoba była torturowana i w ten sposób motywowana do zgadzania się z przedstawianymi jej sugestiami.